# Bruce Poliquin
Bruce Lee Poliquin (ur. 1 listopada 1953 w Waterville) – amerykański polityk, członek Partii Republikańskiej i kongresman ze stanu Maine (w latach 2015-2019).